# Zwischenraum (Organisation)
Zwischenraum ist eine deutschsprachige Selbsthilfeorganisation für Christen gleich welcher sexueller Orientierung oder geschlechtlichen Identität, z. B. Lesben, Schwule, Bisexuelle, Transgender und Intersexuelle. Zwischenraum ist überkonfessionell, viele Mitglieder haben einen evangelikalen, pietistischen oder charismatischen Hintergrund, und bietet Informationsangebote und einen Rahmen zur Selbsthilfe durch den Kontakt mit anderen LGBTQ-Christen. Der Gründer Günter Baum und andere Mitglieder der Organisation sind Teil der Ex-Ex-Gay-Bewegung.

## Ziele und Aktivitäten
Die Organisation beschreibt sich selbst als eine Gruppe von „engagierte LSBT Christ*innen, die Jesus Christus lieben.“ Die Gruppe will die Möglichkeit und den Freiraum bieten, sich angstfrei mit Glauben, homo- oder bisexuellen Orientierung oder Trans*geschlechtlichkeit auseinanderzusetzen. Auf dieser Grundlage werden unabhängig von bestimmten Glaubensgemeinschaften Informationen und Hilfe angeboten. Im Vordergrund steht die Vernetzung und der Austausch mit anderen LGBTQ-Christen.
Die Organisation kritisiert Ex-Gay-Gruppierungen, wie etwa den Verein Wüstenstrom oder die Offensive Junger Christen, die behaupten, Homosexualität „zu heilen“. Es wird auf die von den Fachverbänden festgestellte Unwissenschaftlichkeit, Gefährlichkeit und Unmöglichkeit hingewiesen, die sexuelle Orientierung zu ändern und darüber hinaus die diesen Therapieversuchen ursächliche Sichtweise von sexueller Orientierung bzw. geschlechtlicher Identität kritisiert.

## Organisation, Mitgliederstruktur und Zusammenkünfte
In Deutschland, der Schweiz und Österreich hat die Organisation nach eigenen Angaben derzeit 17 Regionalgruppen und 5 befreundeten Gruppen. In Deutschland ist Zwischenraum e. V. ein gemeinnütziger Verein, der Mitglied im Diakonischen Werk der evangelischen Kirche im Rheinland ist. Überregionale Organe des Vereins sind Mitgliederversammlung, Vorstand und erweiterter Vorstand, der Verein ist in Regionalgruppen (auch als Hauskreise bezeichnet) organisiert, die von Regionalleitern geleitet werden.
Neben den regelmäßigen Treffen der Regionalgruppen, veranstaltet "Zwischenraum" einmal jährlich eine überregionale Tagung in Wiesbaden mit bis zu 150 Teilnehmern überwiegend aus Deutschland und der Schweiz. „Zwischenraum“ informiert mit Informationsständen auch auf christlichen Großveranstaltungen wie dem Deutschen Evangelischen Kirchentag oder dem Christival oder bei Straßenfesten und CSDs.

## Kontroversen
Die Gruppe hat insbesondere im Kontext mit Veröffentlichungen über Organisationen wie Wüstenstrom in der Tagespresse Aufmerksamkeit erlangt.  Nicht zuletzt aufgrund der Geschichte des Gründers Baum wird Zwischenraum im Zusammenhang mit der Ex-Gay-Bewegung als Gegenbeispiel zu den Thesen der Ex-Gay-Bewegung zitiert.
Unterdessen ist es jedoch zu einer gemeinsamen Erklärung von Günter Baum und Markus Hoffman von Wüstenstrom gekommen, wo sie sich gegen eine Instrumentalisierung durch Medien verwahren und Interesse an einem kritischen Dialog miteinander bekunden.